# 1,3-Dioxolan
1,3-Dioxolan ist eine chemische Verbindung aus der Gruppe der Sauerstoffheterocyclen und ist isomer zu 1,2-Dioxolan. Man kann die Verbindung auch als cyclisches Acetal betrachten.

## Gewinnung und Darstellung
1,3-Dioxolan kann durch Reaktion von Ethylenglycol mit Formaldehyd unter Säurekatalyse gewonnen werden:
Alternativ kann auch Ethylenoxid mit Formaldehyd in Gegenwart von Zinntetrachlorid oder Tetraethylammoniumbromid als Katalysator umgesetzt werden.

## Eigenschaften

### Physikalische Eigenschaften
1,3-Dioxolan ist eine leicht flüchtige, farblose Flüssigkeit, die bei Normaldruck bei 74 °C siedet. Die Dampfdruckfunktion ergibt sich nach Antoine entsprechend log10(P) = A−(B/(T+C)) (P in bar, T in K) mit A = 4,11859, B = 1237,377 und C = −48.73 im Temperaturbereich von 281 K bis 355 K. Bei −97 °C wird der Schmelzpunkt mit einer Schmelzenthalpie von 6,57 kJ·mol−1 beobachtet. In fester Phase treten zwei polymorphe Kristallformen auf. Die Kristallform II wandelt sich bei −131 °C mit einer Umwandlungswärme von 2,68 kJ·mol−1 in die Kristallform I um. Die Verbindung ist die mit Wasser, Diethylether, Aceton und Tetrahydrofuran in jedem Verhältnis mischbar.

### Chemische Eigenschaften
Die Verbindung neigt zur Bildung von Peroxiden. In Gegenwart von Säuren erfolgt eine Hydrolyse zu Ethylenglycol und Formaldehyd. Im basischen Medium ist die Verbindung stabiler. Beim Erhitzen auf 470 °C bis 500 °C erfolgt eine Pyrolyse zu Ameisensäure und Ethylen.

### Sicherheitstechnische Kenngrößen
1,3-Dioxolan bildet leicht entzündliche Dampf-Luft-Gemische. Die Verbindung hat einen Flammpunkt von −5 °C. Der Explosionsbereich liegt zwischen 2,3 Vol.‑% (70 g/m³) als untere Explosionsgrenze (UEG) und 30,5 Vol.‑% (935 g/m³) als obere Explosionsgrenze (OEG). Die Sauerstoffgrenzkonzentration liegt bei 6,9 %. Die Zündtemperatur beträgt 245 °C. Der Stoff fällt somit in die Temperaturklasse T3.

## Verwendung
1,3-Dioxolan wird ganz überwiegend als Comonomer zur Herstellung von modifizierten Polyoxymethylenen (POM) verwendet. Es dient als Substitut für 1,4-Dioxan als Lösungsmittel-Stabilisator und zusammen mit Methylal für Dichlormethan in Abbeizmitteln.
In Produkten für Endverbraucher kommt 1,3-Dioxolan in Konzentrationen von bis zu 100 % hauptsächlich in Reinigungsmitteln vor, die zum Entfernen von Farben, Kleb- oder Dichtstoffn gedacht sind.

## Sicherheitshinweise/Toxikologie
1,3-Dioxolan wurde 2016 von der EU gemäß der Verordnung (EG) Nr. 1907/2006 (REACH) im Rahmen der Stoffbewertung in den fortlaufenden Aktionsplan der Gemeinschaft (CoRAP) aufgenommen. Hierbei werden die Auswirkungen des Stoffs auf die menschliche Gesundheit bzw. die Umwelt neu bewertet und ggf. Folgemaßnahmen eingeleitet. Ursächlich für die Aufnahme von 1,3-Dioxolan waren die Besorgnisse bezüglich Verbraucherverwendung, Exposition empfindlicher Bevölkerungsgruppen, hoher (aggregierter) Tonnage und weit verbreiteter Verwendung sowie der möglichen Gefahren durch mutagene und reproduktionstoxische Eigenschaften. Die Neubewertung fand ab 2016 statt und wurde von Deutschland durchgeführt. Anschließend wurde ein Abschlussbericht veröffentlicht.
Am 11. Juni 2020 wurde eine erneute Beurteilung durch die Bundesanstalt für Arbeitsschutz und Arbeitsmedizin veranlasst, weil 1,3-Dioxolan im Verdacht steht, erbgutschädigend und mutagen zu sein. Dies konnte in zwei vorherigen Studien 2015 und 2017 durch die ECHA nicht bestätigt werden, in einem Zwischenbericht am 15. Dezember 2022 wurde daher eine Neubewertung anhand einer Studie (eine Extended One-Generation Reproductive Toxicity Study; OECD Test Nummer 443) angestrebt, deren Ergebnisse im April 2024 erwartet wurden. Die harmonisierte Einstufung und Kennzeichnung (CLH) der ECHA wird für 2024/2025 erwartet.